# Phulbari
Phulbari (en bengali : ফুলবাড়ী) est une upazila du Bangladesh dans le district de Dinajpur. En 1991, on y dénombrait 129 435 habitants.